# Resolutie 2414 Veiligheidsraad Verenigde Naties
Resolutie 2414 van de Veiligheidsraad van de Verenigde Naties werd met twaalf stemmen voor en drie onthoudingen aangenomen op 27 april 2018. De Veiligheidsraad verlengde de bijna dertig jaar oude VN-missie in de Westelijke Sahara met een half jaar.

## Standpunten
China, Rusland en Ethiopië hadden zich onthouden. Volgens hen was er te weinig ruimte voor discussie geweest, waardoor de tekst, die door de Verenigde Staten was opgesteld, niet gebalanceerd was en er geen consensus werd bereikt. Zij vreesden dat de verwoording met betrekking tot Polisario's waarnemingspost en relocaties de groepering tegen de borst zou stuiten nog voor formele onderhandelingen van start konden gaan.
De VN-missie werd met zes maanden verlengd in plaats van de gebruikelijke twaalf. De Franse vertegenwoordiger zei dat dat de kans creëerde om het nieuwe momentum in het politieke proces in de volgende resolutie te ondersteunen, maar dat dit wel een uitzondering moest blijven. Dit zou gedaan zijn om de druk op de partijen om rond de tafel te komen op te voeren. Tevens werd het hierdoor mogelijk om in oktober al rekening te houden met MINURSO's evaluatie van die zomer.

## Achtergrond
Begin jaren 1970 ontstond een conflict tussen Spanje, Marokko, Mauritanië en de Westelijke Sahara zelf over de Westelijke Sahara, een gebied dat tot dan toe in Spaanse handen was. Marokko legitimeerde de aanspraak die het maakte op basis van historische banden met het gebied. Nadat Spanje het gebied had opgegeven, bezette Marokko er twee derde van. Het land bleef in conflict met Polisario, dat met steun van Algerije de onafhankelijkheid blijft nastreven. 
Begin jaren 1990 kwam een plan op tafel om de bevolking van de Westelijke Sahara via een volksraadpleging zelf te laten beslissen over de toekomst van het land. Het was de taak van de VN-missie MINURSO om dat referendum op poten te zetten. Het plan strandde later echter door aanhoudende onenigheid tussen de beide partijen, waardoor ook de missie ter plaatse bleef.
In augustus 2017 benoemde secretaris-generaal António Guterres de Duitse oud-president Horst Köhler als zijn nieuwe persoonlijk gezant voor de Westelijke Sahara. In december dat jaar benoemde hij de Canadees Colin Stewart als speciaal vertegenwoordiger voor de Westelijke Sahara en hoofd van de MINURSO-missie. In maart 2019 zou Köhler de vier partijen voor het eerst in zes jaar weer rond de tafel brengen in Genève.
In januari 2018 richtte Polisario een kleine waarnemingspost met enkele ongewapende politiemannen op in de bufferstrook tussen de Marokkaanse grenspost bij Guerguerat en Mauritanië. Marokko beschuldigde Polisario ervan het Militair Akkoord te schenden en dreigde ermee zelf tussen te komen in de VN-bufferzones.
Internationaal werden de onbewapende waarnemingspost noch de relocatie van administratieve diensten naar Bir Lehlou en Tifariti in de gedemilitariseerde zone als schendingen van het akkoord gezien, maar wel als schadelijk voor de onderhandelingen.

## Inhoud
Het mandaat van de MINURSO-missie werd verlengd tot 31 oktober 2018. De partijen werden opnieuw opgeroepen de onderhandelingen om tot een politieke oplossing te komen te hervatten. De buurlanden Marokko, Algerije en Mauritanië werden opgeroepen zich hiertoe meer in te spannen.
Polisario werd ook opgeroepen zich onmiddellijk terug te trekken uit de bufferstrook in Guerguerat. Polisario werd voorts opgeroepen terug te komen op de geplande verhuizing van administratieve functies naar Bir Lehlou in het noordoosten van de Westelijke Sahara, om de situatie niet te doen ontsporen.
Lijst ·  2398 ·  2399 ·  2400 ·  2401 ·  2402 ·  2403 ·  2404 ·  2405 ·  2406 ·  2407 ·  2408 ·  2409 ·  2410 ·  2411 ·  2412 ·  2413 ·  2414 ·  2415 ·  2416 ·  2417 ·  2418 ·  2419 ·  2420 ·  2421 ·  2422 ·  2423 ·  2424 ·  2425 ·  2426 ·  2427 ·  2428 ·  2429 ·  2430 ·  2431 ·  2432 ·  2433 ·  2434 ·  2435 ·  2436 ·  2437 ·  2438 ·  2439 ·  2440 ·  2441 ·  2442 ·  2443 ·  2444 ·  2445 ·  2446 ·  2447 ·  2448 ·  2449 ·  2450 ·  2451